# Rod Paradot
Rod Paradot (Saint-Denis, 4 de abril de 1996) es un actor francés. Es conocido por su participación en películas como Con la frente en alto, de Emmanuelle Bercot, por la que obtuvo un Premio César, o Luna, de Elsa Diringer.

## Biografía
Paradot es hijo único de un fontanero y una funcionaria de la administración territorial. Él fue descubierto por Emmanuelle Bercot, quien lo llevó a interpretar el personaje de Malony en Con la frente en alto, de 2015. Obtuvo el César al mejor actor revelación y ganó un Premio Lumière. La película resultó un éxito, además trabajó con grandes actores como Catherine Deneuve, Benoît Magimel y Sara Forestier.
En julio de 2016, se inició el rodaje de una película dirigida por Xavier Beauvois, y Paradot fue seleccionado como el protagonista principal.

## Filmografía
| Año  | Título                | Papel            | Nota                                                                                        |
| ---- | --------------------- | ---------------- | ------------------------------------------------------------------------------------------- |
| 2015 | Con la frente en alto | Malony Ferrandot | Cabourg Film Festival César al mejor actor revelación Premios Lumières por mejor revelación |
| 2016 | Campes                |                  |                                                                                             |
| 2016 | Arborg                | Lucas            |                                                                                             |
| 2017 | Luna                  |                  |                                                                                             |